# György Zala
György Zala (Budapeste, 19 de janeiro de 1969) é um ex-canoísta húngaro especialista em provas de velocidade.

## Carreira
Foi vencedor das medalhas de bronze em C-1 1000 m em Barcelona 1992 e em Atlanta 1996.